# Dries Zielhuis
Dries Zielhuis (Hattem, 17 september 1916 – aldaar, 21 maart 2007) was een Nederlands politicus van de ARP.
Hij begon zijn loopbaan als volontair bij de gemeente Hattem en vanaf 1937 was hij als ambtenaar werkzaam bij de gemeente Ferwerderadeel. Hij was adjunct-commies le klasse op de gemeentesecretarie van Ferwerderadeel voor Zielhuis in januari 1943 benoemd werd tot gemeentesecretaris van de gemeenten Waarder, Barwoutswaarder en Rietveld. In augustus 1956 werd Zielhuis waarnemend burgemeester van die drie gemeenten. In juli 1962 volgde zijn benoeming tot burgemeester van de gemeenten Benschop, Polsbroek en Hoenkoop. In september 1970 ging Hoenkoop op in de gemeente Oudewater. In mei 1979 kwam een einde aan zijn burgemeesterscarrière. Hij overleed in 2007 op 90-jarige leeftijd.